# Réservoir La Grande 4
Pour les articles homonymes, voir Outarde.
Le réservoir La Grande 4 est un lac articficiel créé par le barrage du même nom sur la Grande Rivière. Il est situé dans la municipalité de Eeyou Istchee Baie-James, dans la région administrative Nord-du-Québec, au Québec, au Canada.

## Géographie
Ce réservoir d'eau de baie James s'étend sur 765 kilomètres carrés. Le barrage et les digues retiennent les eaux détournés du bassin supérieur de la rivière Caniapiscau ; ces eaux lui parviennent par le biais du détournement de la rivière Laforge. Son volume atteint 19,5 km3, dont 7,16 km3 de volume utile, le classant parmi les lacs artificiels les plus importants du monde,.
Outre le barrage hydroélectrique, dix digues ont été érigées pour contenir le réservoir, incluant la plus importante de la phase 1 du complexe La Grande, avec ses 92 m de hauteur sur 2 km de longueur. Le remplissage du réservoir s'est étendu du 20 mars 1983 au niveau de 263,5 m jusqu'au 6 décembre 1983, où il a atteint pour la première fois son niveau maximum d'exploitation, soit 377 m.
Son émissaire est la Rivière Asatawasach.

## Toponymie
Le toponyme réservoir La Grande 4 a été officialisé le 11 avril 2001 à la Banque des noms de lieux de la Commission de toponymie du Québec.